# Stazione di Ponte a Tressa
La stazione di Ponte a Tressa è una fermata ferroviaria della linea Siena-Grosseto situata nella località di Ponte a Tressa, nel territorio comunale di Monteroni d'Arbia, in provincia di Siena.
È classificata nella categoria Bronze di RFI.
Il servizio passeggeri è svolto in esclusiva da parte di Trenitalia, controllata del gruppo Ferrovie dello Stato, per conto della Regione Toscana. I treni sono di tipo Regionale e Regionale veloce. In totale sono circa dieci i treni che effettuano servizio in questa stazione e le loro principali destinazioni sono: Siena, Grosseto, Empoli e Buonconvento.